# Édouard Mwe di Malila Apenela
Édouard Lendje Héritier Mwe di Malila Apenela (* 13. Oktober 1937 in Muanda; † 5. Juni 2014) war ein kongolesischer Immobilienunternehmer, Gründer und Präsident der Woyo-Alliance, Sponsor und Präsident des Fußballclubs AS Dragons Kinshasa.

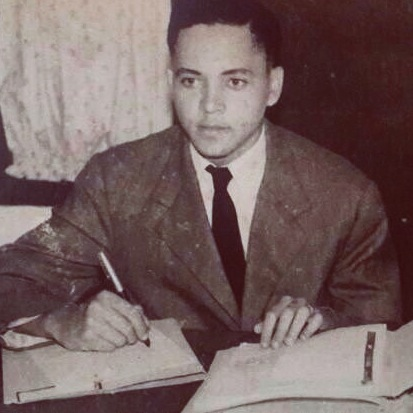

## Persönliches
Mwe di Malila Apenela wurde in Matadi geboren, im Territorium von Bas-Congo. Er war das uneheliche Kind eines Schweizers und einer Kongolesin cabindischer Herkunft. Sein zweiter Name, Héritier, ist seinem Vater gewidmet. Über seine Mutter gehörte er dem Stamm der Woyos an, einem Stamm, dessen Angehörige in Cabinda sowie in der Demokratischen Republik Kongo leben. In diesem Gebiet lag auch das ehemalige Königreich der Ngoyos, dessen Könige und Adelige "Mwe" aber auch "Mwene" oder "Ma" betitelt wurden. Somit ist er auch adeliger Herkunft, da sein Name diesem Ursprung entspricht. Mwe di Malila war später vor allem im Immobiliengeschäft tätig. Er besaß viele Immobilien und Grundstücke in der Innenstadt von Kinshasa sowie in Muanda. Zu seinen zahlreichen Kindern zählt auch der ehemalige Vizeminister für internationale Beziehungen und nationale Integration Franck Mwe di Malila.

## AS Dragons Kinshasa
Édouard Mwe di Malila Apenela stieg 1969 in den Club AS Dragons Kinshasa ein und leitete diesen. Bei seiner Ankunft brachte er Spieler wie Pembele Ngunza, Magie Mafwala und Romain Bamuleke. Als sich der Club später in Bilima umnannte, gab er weiterhin Anweisungen und stand mit seiner Mannschaft in den 80er zweimal im Endspiel im African Cup of Champions Club. Dank seines moralischen und finanziellen Engagement konnte das Team die kongolesische Meisterschaft gewinnen. Im Jahre 1986, stand Bilima das zweite Mal in seiner Geschichte im 22. African Cup im Finale gegen FAR Rabat. FAR Rabat war jedoch zu stark. Später verließ Mwe di Malila Apenela den Vorstand des Clubs, um die Kontrolle und Leitung anderen zu überlassen. Er verblieb jedoch als Ehrenpräsident und Sponsor seinem Club verfügbar.

## Sonstiges
Als Mwe di Malila Apenela starb, hinterließ er seinen zahlreichen (etwa 19) Kindern ein großes Immobilienimperium. Dieser Umstand löste einen großen Streit in seiner Familie aus: Nur vier seiner Kinder ließen sich als legitime Erben erklären. Dieser Fall wird im obersten Gerichtshof von Kinshasa verhandelt.
Aufgrund seines sozialen Engagement und seiner Beliebtheit, verfasste nach seinem Tod der kongolesische Musiker Kwamy ein Lied, das ihm gewidmet ist. Es heißt „Vea Mokonzi“. Mokonzi ist Lingala und bedeutet etwa Anführer, König oder Patron.